# Gare de Wittring
Gare de Wittring vasútállomás Franciaországban, Wittring településen.

## Vasútvonalak
Az állomást az alábbi vasútvonalak érintik:
- Mommenheim-Sarreguemines-vasútvonal

## Kapcsolódó állomások
A vasútállomáshoz az alábbi állomások vannak a legközelebb:
- Gare de Zetting
- Gare de Kalhausen